# Io la conoscevo bene
Io la conoscevo bene é um filme de comédia dramática teuto-franco-italiana de 1965 dirigido por Antonio Pietrangeli.